# Кашина Тораца (Бреша)
Кашина Тораца је насеље у Италији у округу Бреша, региону Ломбардија.
Према процени из 2011. у насељу је живело 25 становника. Насеље се налази на надморској висини од 119 м.